# Nati nel 1906/Novembre
| Questa pagina contiene informazioni ricavate automaticamente dalle voci biografiche con l'ausilio del template Bio e di un bot. L'aggiornamento è periodico e automatico e ricostruisce completamente la pagina. Se manca una persona in questa lista, sei pregato di non aggiungerla, ma accertati piuttosto che la sua voce biografica contenga il template Bio e che i dati anagrafici siano correttamente compilati. Se il template Bio manca, inseriscilo tu stesso o, in alternativa, metti l'avviso {{tmp\|Bio}} che ne segnala la mancanza. Se i dati riportati sono sbagliati, correggi direttamente la voce biografica; le modifiche saranno visibili in questa lista entro pochi giorni. Per chiarimenti vedi il progetto biografie. La lista contiene solo le 137 persone che sono citate nell'enciclopedia e per le quali è stato implementato correttamente il template Bio. Pagina aggiornata al 2 ago 2025. |

- 1º novembre - Mario Carta, arrangiatore e pianista italiano († 1998)
- 1º novembre - Heinrich Fehlis, poliziotto tedesco († 1945)
- 1º novembre - Johnny Indrisano, pugile e stuntman statunitense († 1968)
- 1º novembre - Russell Page, architetto del paesaggio britannico († 1985)
- 1º novembre - Vasilij Nikolajevič Panov, scacchista e giornalista sovietico († 1973)
- 1º novembre - Egisto Rubini, antifascista e partigiano italiano († 1944)
- 2 novembre - Aldo Baldi, calciatore e allenatore di calcio italiano († 1994)
- 2 novembre - Louise Justine Delbos, violinista e compositrice francese († 1959)
- 2 novembre - Bengt Edlén, fisico e astronomo svedese († 1993)
- 2 novembre - Ruth Hellberg, attrice e doppiatrice tedesca († 2001)
- 2 novembre - Paul Thompson, hockeista su ghiaccio e allenatore di hockey su ghiaccio canadese († 1991)
- 2 novembre - Luchino Visconti, regista, sceneggiatore e scenografo italiano († 1976)
- 3 novembre - Carl Boyer, matematico e saggista statunitense († 1976)
- 3 novembre - Marcello Casale de Bustis y Figoroa, militare italiano († 1936)
- 3 novembre - Alma Rosé, violinista austriaca († 1944)
- 3 novembre - Fioravante Seibezzi, pittore italiano († 1974)
- 3 novembre - Gennaro Verolino, arcivescovo cattolico italiano († 2005)
- 4 novembre - Antonio Bianchi, calciatore italiano
- 4 novembre - Jean Filliozat, storico delle religioni e orientalista francese († 1982)
- 4 novembre - Gustave Heiss, schermidore statunitense († 1982)
- 4 novembre - Ernst Krebs, canoista tedesco († 1970)
- 4 novembre - Joe Sullivan, pianista e compositore statunitense († 1971)
- 4 novembre - Ornella Puliti Santoliquido, pianista italiana († 1977)
- 4 novembre - Giuseppe Spigno, calciatore italiano
- 4 novembre - Stanley Smith Stevens, psicologo statunitense († 1973)
- 4 novembre - Merico Zuccari, militare italiano († 1959)
- 5 novembre - Vincenzo Bosia, calciatore italiano († 1978)
- 5 novembre - Giancarlo Colombini, compositore italiano († 1991)
- 5 novembre - Endre Kabos, schermidore ungherese († 1944)
- 5 novembre - Alfonso Lissi, partigiano italiano († 1944)
- 5 novembre - Cleto Locatelli, pugile italiano († 1961)
- 5 novembre - Fred Lawrence Whipple, astronomo statunitense († 2004)
- 6 novembre - Gustav Almgren, schermidore svedese († 1936)
- 6 novembre - Arne Skaug, economista, politico e diplomatico norvegese († 1974)
- 6 novembre - Bertie Fulton, calciatore nordirlandese († 1979)
- 6 novembre - Emma Lehmer, matematica russa († 2007)
- 6 novembre - Gustavo Thorlichen, fotografo e pittore tedesco († 1986)
- 6 novembre - Demetrio Vallejo, attivista e politico messicano († 1985)
- 7 novembre - Jean Leray, matematico francese († 1998)
- 7 novembre - Pierre Magne, ciclista su strada francese († 1980)
- 7 novembre - Totò Mignone, attore e ballerino italiano († 1993)
- 7 novembre - Walter M. Scott, scenografo statunitense († 1989)
- 7 novembre - Viola Spolin, insegnante, educatrice e scrittrice statunitense († 1994)
- 8 novembre - Francesco Paolo Altamura, calciatore italiano
- 8 novembre - Giorgio Donato d'Assia-Darmstadt, principe tedesco († 1937)
- 8 novembre - Severiano Goiburu, calciatore e giocatore di palla basca spagnolo († 1982)
- 8 novembre - Hans Christian Svane Hansen, politico danese († 1960)
- 8 novembre - Herbert Sieronski, ciclista su strada tedesco († 1945)
- 8 novembre - Pietro Taverna, calciatore italiano († 1971)
- 9 novembre - Lea Mrázová, pittrice e traduttrice slovacca († 1995)
- 9 novembre - Gordon Northcott, assassino seriale canadese († 1930)
- 9 novembre - Belisario Randone, sceneggiatore e regista italiano († 1998)
- 9 novembre - Arthur Rudolph, ingegnere meccanico tedesco († 1996)
- 10 novembre - Emmy Bridgwater, artista, pittrice e poetessa britannica († 1999)
- 10 novembre - Aldo Galli, pittore e decoratore italiano († 1981)
- 10 novembre - Josef Kramer, militare tedesco († 1945)
- 10 novembre - André Rey, psicologo svizzero († 1965)
- 11 novembre - Augustin Chantrel, calciatore francese († 1956)
- 11 novembre - Lalla Romano, poetessa, scrittrice e giornalista italiana († 2001)
- 12 novembre - George Dillon, poeta e traduttore statunitense († 1968)
- 12 novembre - Bukka White, cantante e chitarrista statunitense († 1977)
- 13 novembre - Paddy Andrews, calciatore irlandese († 1981)
- 13 novembre - Hermione Baddeley, attrice britannica († 1986)
- 13 novembre - Wan Rong, imperatrice cinese († 1946)
- 13 novembre - Vilma Jamnická, attrice slovacca († 2008)
- 13 novembre - Willibald Kreß, calciatore e allenatore di calcio tedesco († 1989)
- 13 novembre - Torborg Nedreaas, scrittrice norvegese († 1987)
- 13 novembre - Attilio Torresani, calciatore e allenatore di calcio italiano
- 14 novembre - Andrej L'vovič Abrikosov, attore sovietico († 1973)
- 14 novembre - Albrecht Becker, produttore cinematografico, fotografo e attore tedesco († 2002)
- 14 novembre - Louise Brooks, attrice, ballerina e showgirl statunitense († 1985)
- 14 novembre - Flavia Paulon, critica cinematografica, giornalista e sceneggiatrice italiana († 1987)
- 14 novembre - Wolf Leslau, linguista polacco († 2006)
- 14 novembre - Claude Ménard, altista francese († 1980)
- 14 novembre - Raffaele Pucci, politico e medico italiano († 1959)
- 15 novembre - Curtis LeMay, generale statunitense († 1990)
- 15 novembre - Dmitrij Sergeevič Lichačëv, filologo russo († 1999)
- 15 novembre - Álvaro Pina, calciatore portoghese († 1985)
- 15 novembre - László Rózsa, cestista ungherese († 2000)
- 15 novembre - Aaron Marc Stein, scrittore statunitense († 1985)
- 16 novembre - Octavio Antonio Beras Rojas, cardinale e arcivescovo cattolico dominicano († 1990)
- 16 novembre - Henri Charrière, scrittore francese († 1973)
- 17 novembre - Betty Bronson, attrice statunitense († 1971)
- 17 novembre - Hugh Edwards, canottiere britannico († 1972)
- 17 novembre - Ernst Heinicker, militare tedesco († 1950)
- 17 novembre - Sōichirō Honda, ingegnere e imprenditore giapponese († 1991)
- 17 novembre - Mario Soldati, scrittore, giornalista e saggista italiano († 1999)
- 18 novembre - Corneliu Baba, pittore e illustratore rumeno († 1997)
- 18 novembre - Alec Issigonis, ingegnere britannico († 1988)
- 18 novembre - Klaus Mann, scrittore tedesco († 1949)
- 18 novembre - Gianni Mazzocchi, editore italiano († 1984)
- 18 novembre - Sait Faik, scrittore turco († 1954)
- 18 novembre - George Wald, biologo, fisiologo e biochimico statunitense († 1997)
- 19 novembre - Matvej Petrovič Bronštejn, fisico, astrofisico e divulgatore scientifico russo († 1938)
- 19 novembre - Paul II Cheikho, vescovo cattolico e patriarca cattolico iracheno († 1989)
- 19 novembre - William Cottrell, sceneggiatore e regista statunitense († 1995)
- 19 novembre - Franz Schädle, militare tedesco († 1945)
- 19 novembre - Henri Temianka, violinista e insegnante statunitense († 1992)
- 20 novembre - Enrico Morovich, scrittore e saggista italiano († 1994)
- 20 novembre - Vera Tanner, nuotatrice britannica († 1971)
- 22 novembre - Caroline Fletcher, tuffatrice statunitense († 1998)
- 22 novembre - Dino Gambogi, calciatore italiano († 1951)
- 22 novembre - Jørgen Juve, calciatore norvegese († 1983)
- 22 novembre - Rita Lejeune, filologa belga († 2009)
- 22 novembre - Luigi Moretti, architetto italiano († 1973)
- 22 novembre - Benito Nardone Cetrulo, politico uruguaiano († 1964)
- 22 novembre - Lajos László Papp, calciatore ungherese († 1986)
- 22 novembre - Clement Spapen, lottatore belga
- 23 novembre - Ottorino Casanova, calciatore italiano († 1986)
- 23 novembre - Theodorus Kok, compositore di scacchi olandese († 1999)
- 23 novembre - Betti Alver, scrittrice estone († 1989)
- 24 novembre - Mario Castellani, attore italiano († 1978)
- 24 novembre - Giuseppe Giorgio Gori, architetto italiano († 1969)
- 24 novembre - Andreina Pagnani, attrice e doppiatrice italiana († 1981)
- 24 novembre - Anna Polak, ginnasta olandese († 1943)
- 24 novembre - Oscar Scaglietti, chirurgo italiano († 1993)
- 25 novembre - Luigi Astore, compositore e arrangiatore italiano († 1974)
- 25 novembre - Larry Clemmons, sceneggiatore statunitense († 1988)
- 25 novembre - Karl Ehmer, calciatore tedesco († 1978)
- 25 novembre - Carlos Gabín, cestista uruguaiano († 1956)
- 25 novembre - Jean Wauters, ciclista su strada belga († 1989)
- 26 novembre - Ira Eisenstein, rabbino statunitense († 2001)
- 26 novembre - Sandro Fuga, pianista e compositore italiano († 1994)
- 26 novembre - Luigi Tentorio, calciatore, allenatore di calcio e dirigente sportivo italiano († 1996)
- 27 novembre - Hans von Aulock, banchiere e numismatico tedesco († 1980)
- 27 novembre - Pio Roberto Mazza, calciatore italiano († 1979)
- 28 novembre - André Hurtevent, allenatore di calcio e calciatore francese († 1988)
- 28 novembre - Francesco Petrin, antifascista italiano († 1980)
- 28 novembre - Ernst Pistulla, pugile tedesco († 1945)
- 28 novembre - Raffaele Trevisan, partigiano italiano († 1943)
- 29 novembre - Käthe Krauß, velocista tedesca († 1970)
- 29 novembre - Luis Van Rooten, attore statunitense († 1973)
- 29 novembre - Fritz Schmidt, militare tedesco († 1982)
- 30 novembre - Giovanni Agnes, militare e marinaio italiano († 1941)
- 30 novembre - Miguel de Capriles, schermidore statunitense († 1981)
- 30 novembre - John Dickson Carr, scrittore statunitense († 1977)
- 30 novembre - Andrés Henestrosa, scrittore, storico e politico messicano († 2008)